# Мэннингем-Буллер, Элиза
Элизабет Лидия Мэннингем-Буллер, баронесса Мэннингем-Буллер, LG, DCB (род. 14 июля 1948) — сотрудница британской контрразведки. До прихода в MI5, британскую службу внутренней безопасности, три года проработала учителем. С 1992 года возглавляла недавно созданный ирландский отдел по борьбе с терроризмом, а затем стала директором, отвечающим за наблюдение и технические операции. В октябре 2002 года она стала генеральным директором МИ5 и в этом качестве руководила реакцией Службы безопасности на взрывы в Лондоне 7 июля 2005 года. После выхода на пенсию в апреле 2007 года стала пожизненным пэром в 2008 году.
19 января 2022 года стала председателем Комитета по этике Палаты лордов. По состоянию на 2020 год занимала 86-е место в списке Forbes «100 самых влиятельных женщин мира» В июне 2024 года король Карл III назначил Мэннингем-Буллер Канцлером Ордена Подвязки — первой женщиной на этом посту.

## Биография
С 1971 по 1974 год работала учителем в школе Queen’s Gate School в Кенсингтоне, а до этого преподавала английский язык в Lady Margaret Hall в Оксфорде. После поступления в MI5 специализировалась на борьбе с терроризмом; активно действовала во время теракта над Локерби в 1988 году. В начале 1980-х годов она, как сообщается, была одним из пяти человек, знавших, что Олег Гордиевский, заместитель главы КГБ в советском посольстве в Лондоне, на самом деле был двойным агентом.
Была старшим офицером по связи, работавшим в Вашингтоне в период первой войны в Персидском заливе, а затем с 1992 года возглавила недавно созданный отдел по борьбе c ирландским терроризмом. В следующем году была назначена в совет директоров Службы безопасности, где отвечала за общее наблюдение и технические операции. В 1997 году была назначена заместителем генерального директора, а в 2002 году сменила сэра Стивена Ландера на посту генерального директора MI5, став второй женщиной, занявшей эту должность после дамы Стеллы Римингтон.
В 2005 году была удостоена звания Дамы-Командора Ордена Бани (DCB). 21 апреля 2007 года покинула MI5. 2 июня 2008 года получила титул «баронессы Мэннингем-Буллер из Нортгемптона в графстве Нортгемптоншир».
С 2015 года является сопрезидентом Chatham House.
В День Святого Георгия 23 апреля 2014 года королева Елизавета II назначила леди Мэннингем-Буллер дамой-компаньоном ордена Подвязки (LG).
19 января 2022 года стала председателем Комитета по этике Палаты лордов.
Приняла участие в процессии на коронации Карла III и Камиллы, неся посох Святого Эдуарда.

## Личная жизнь
Леди Мэннингем-Буллер была второй дочерью из четырех детей, родившейся у Реджинальда Мэннингем-Буллера, 1-го виконта Дилхорна, и его жены, леди Мэри Линдсей. Лорд Дилхорн (1905—1980), был депутатом парламента от Консервативной партии с 1943 по 1962 год. Являлся генеральным солиситором, то есть был вторым по значимости должностным лицом в сфере права в Великобритании. Позднее в течение двух лет занимал должность лорда-канцлера. Её мать, леди Дилхорн умерла в Оксфордшире 25 марта 2004 года в возрасте 93 лет.
Мэннингем-Буллер получила образование в средней школе Нортгемптона и школе Бенендена.
15 июля 1991 года она вышла замуж за Дэвида Джона Мэллока и имеет пятерых пасынков от предыдущего брака мужа.